# Olívio Aurélio Fazza
Olívio Aurélio Fazza SVD (* 25. Juni 1925 in Juiz de Fora, Minas Gerais, Brasilien; † 25. Dezember 2008 in Foz do Iguaçu, Paraná, Brasilien) war ein brasilianischer Ordensgeistlicher und römisch-katholischer Bischof von Foz do Iguaçu.

## Leben
Olívio Aurélio Fazza war zunächst im Bankwesen tätig und trat 1948 der Ordensgemeinschaft der Steyler Missionare in São Paulo bei. Er studierte von 1949 bis 1951 Philosophie und von 1952 bis 1955 Katholische Theologie in São Paulo, später Familienwissenschaften in São Paulo und Rom. Er empfing am 5. März 1955 die Priesterweihe. Er war von 1955 bis 1958 Lehrer und Erzieher bei den Steyler Missionaren, von 1959 bis 1962 Lehrer am kleinen Seminar in Toledo und von 1963 bis 1975 Novizenmeister und Pfarrer in São Paulo. Von 1975 bis 1978 war er Provinzial seiner Kongregation in São Paulo.
Am 5. Mai 1978 wurde er von Papst Paul VI. zum Bischof des Bistums Foz do Iguaçu ernannt. Die Bischofsweihe spendete ihm der Erzbischof von Juiz de Fora, Geraldo María de Morais Penido, am 12. August desselben Jahres; Mitkonsekratoren waren Francisco Manuel Vieira und Luciano Pedro Mendes de Almeida SJ, Weihbischöfe in São Paulo. Sein Wahlspruch lautete: In uno Spiritu.
Seinem Rücktrittsgesuch wurde 2001 durch Papst Johannes Paul II. stattgegeben. 